# Cucao
Cucao é uma localidade rural pertencente à comuna de Chonchi e o único povoado na costa oeste da Ilha Grande de Chiloé, no sul do Chile. Sua população é de aproximadamente 450 habitantes.